# Cliffortia sparsa
Cliffortia sparsa är en rosväxtart som beskrevs av C.Whitehouse. Cliffortia sparsa ingår i släktet Cliffortia och familjen rosväxter. Inga underarter finns listade i Catalogue of Life.